# 安図県
安図県（あんと-けん）は中華人民共和国吉林省延辺朝鮮族自治州に位置する県。白頭山がある。県人民政府の所在地は明月鎮。図們江（豆満江）の源流近くに位置する。付近の林産物や薬草・毛皮の集散地である。朝鮮族の比率は21%。

## 歴史
1644年（順治元年）以降、清朝により入植が厳しく制限されていた安図県域であるが1881年（光緒7年）に琿春副都統を設置し入植を解禁、1906年（光緒32年）には長白府の管轄機とされた。1909年（宣統元年）、長白府の管轄区域が広大であることと、李氏朝鮮を保護国とし勢力を拡大する日本に対する牽制を目的として図們江左岸に安図県を新設、奉天省の管轄とした。
中華民国が成立すると遼寧省、満州国成立後は間島省に属した。1946年、国共内戦が勃発すると共産党解放区とされ1946年（民国35年）3月に安図県人民政府が成立、1947年（民国36年）2月から9月までは吉林東地方委員会、1948年（民国37年）以降は延辺地方委員会（後に自治区、自治州と改編）の管轄とされ現在に至る。
- 1919年3月　安図県で抗日武装団体の大韓正義軍政司が組織される
- 1932年4月25日　金日成が安図で抗日遊撃隊を創建したとされる（現在、朝鮮人民軍の創軍記念日）
- 1934年12月　吉林省に属していた延吉県、汪清県、和龍県、琿春県の4県に奉天省に属していた安図県を加え、間島省を創設
- 1943年2月　白善燁（のちに韓国軍初の陸軍大将）が明月鎮（安図）の間島特設隊に転任
- 1946年4月26日　4・26事件（延吉普通学校事件）ソ連軍が撤退するのを待って吉東軍（八路軍）は元大和普通学校 （朝鮮人小学校）の講堂に元間島省の高官・民間有力者を自発的に集合させ、180名を拘束し3個小隊に編成。幹部27名で編成された第1小隊は帽子山などで処刑。第2・3小隊は延吉駅まで行進し列車に乗せられ安図などに送られ「労働改造」に服す
- 1946年6月29日　安図県大隊の反乱謀略が発覚
- 1946年8月10日正午、吉林省から退却してきた患者用列車が明月溝駅（安図）で事故を起こし、貨車内にいた日本人の医者・看護婦18名が死亡
- 1952年10月29日、中華民国登録の民航空運公司(Civil AirTransport)C-47型機が安図県老嶺地区で撃墜、パイロット2名が死亡、ジョン・ダウニー（英語: John T. Downey）（24歳）、リチャード・フェクトー（英語: Richard Fecteau）

（27歳）が拘束される
- 1963年　石器時代に属する安図人の化石を安図県内で発掘
- 1965年12月15日　安図長白山労働大学を設立
- 1968年9月20日　延辺州革命委員会は安図県万宝公社紅旗大隊で「深く広く批判し、階級の敵を炙り出そう」という現地会議を開催
- 1968年12月16日　吉林省革命委員会は明月鎮から松江鎮に安図県政府が移転することを認める。安図県の幹部は徒歩で松江鎮に移動
- 1968年12月～　延辺農学院の大部分の学生が安図県の農村で再教育を受ける
- 1981年7月25日　中国朝鮮文学研究会が延辺大学に成立。25日から31日まで第１回朝鮮文学学術討論会が安図県松江鎮で開かれる
- 1985年　安図県と北朝鮮の三池淵郡が接する双目峰に臨時貨物通過点が設置される
- 1993年3月29日　「中国新聞社」は安図県と北朝鮮の三池淵郡が接する双目峰に国境窓口が正式にオープンしたと報道
- 1999年1月14日　「安図長白山経済開発区」が「安図長白山旅游経済開発区」に改称
- 2001年8月　胡錦涛が安図を視察
- 2002年7月　安図県二道鎮に長白山東北虎林園が開園。12匹の虎を飼育
- 2002年11月18日　安図県二道鎮の長白山東北虎林園で飼育員が失踪。のちに衣服や体の一部が発見された。誤って虎に食べられたものと見られる
- 2003年9月20日　安図県二道鎮の長白山東北虎林園で養殖していた雄の虎が逃げ出す。24日餌で誘い出して捕獲
- 2004年4月18日　安図県朝鮮族作家協会創立式が開かれる
- 2004年7月15日　安図県長白山文化博覧城が竣工、博覧城広場で竣工式が開かれる
- 2005年6月14日　安図県万宝鎮紅旗朝鮮族民俗村が運営を開始。延辺白山国際旅行社と安図県万宝鎮紅旗村が共同で経営
- 2005年8月9日　午前8時25分頃、安図県で韓国人を乗せた観光バスと他のバスが衝突。韓国人14人を含めふたつの車両の乗客と運転手など全部で49人が重軽傷を負う
- 2012年4月20日　安図県松江鎮で、窃盗をはたらいた脱北者が公安に摘発され、警官を刃物で刺す

## 行政区画
7鎮、2郷を管轄：
- 鎮：明月鎮、松江鎮、二道白河鎮、両江鎮、石門鎮、万宝鎮、亮兵鎮
- 郷：新合郷、永慶郷

## 交通

### 鉄道
- 安図西駅（中国語版） - 長琿都市間鉄道の中間駅。
- 安図駅（中国語版） - 長図線の中間駅。
- 松江鎮駅（中国語版） - 白和線の中間駅。
- 長白山駅 - 敦白旅客専用線の終着駅。
- 白河駅（廃止） - 白和線の終着駅。

### 道路
- 高速道路
  -  琿烏高速道路
  -  延長高速道路（中国語版）
- 国道
  - G302国道
  - G331国道
  - G334国道（中国語版）

## 観光
- 龍順雪山飛湖旅遊風景区 - 両江鎮にある、面積13平方キロメートルの湖。長白山第一湖の異名を持つ。
- 双目峰 - 延辺朝鮮族自治州内の口岸の中で最西端の国境ゲート。中朝国境で唯一、橋ではなく陸地で行くことが出来る。
- 万宝紅旗朝鮮族民俗村 - 万宝鎮紅旗村にあり全村の86戸住民全員が朝鮮族。